# Le Conscrit (Debraux)
Le Conscrit est une chanson antimilitariste d'Émile Debraux. Elle a été enregistrée par Marc Ogeret.

## Interprète
- Marc Ogeret, Album CD Chansons « contre », Disque 33 tours, Vogue, CLVLX29 (1988 pour le CD, Disques Vogue). Prix de l'Académie Charles Cros.